# L’Acadie blanc
L’Acadie blanc ist eine kanadische Weißweinrebsorte, die eine Kreuzung aus Seibel-Rebe Cascade und Seyve-Villard 14-287 ist. Die Rebsorte wurde 1953 von Ollie A. Bradt in Niagara, Ontario, an der Vineland Horticultural Research Station, dem heutigen Vineland Research and Innovation Centre, gezüchtet. Der Name leitet sich von Akadien, der ehemaligen neufranzösischen Kolonie ab, die heute Teil der Maritimes im Osten Kanadas ist.
Anbaugebiete finden sich in Nova Scotia und Ontario.
Die mit L’Acadie blanc bestockte Rebfläche im Jahr 2016 betrug in Kanada 65 Hektar.